# Rudolf Karel
Rudolf Karel (9. listopadu 1880 Plzeň – 6. března 1945 Terezín) byl přední český hudební skladatel a dirigent 1. poloviny 20. století. Mezi jeho nejznámější díla patří opery, klavírní a orchestrální kompozice a komorní hudba.

## Život a dílo

### Raná léta
Narodil v roce 1880 v Plzni. Jeho otcem byl Ing. Josef Karel, s kterým se po jeho přeložení v roce 1894 rodina přestěhovala do Prahy. Nejprve studoval na německém gymnáziu ve Štěpánské ulici, po maturitě se věnoval studiu práv na Karlově univerzitě. Nakonec zvítězila jeho touha stát se hudebníkem a rodiče mu povolili studovat na konzervatoř pod podmínkou, že bude dál řádně studovat práva.
Dával ale spíše přednost hudbě a zanedlouho se mu splnil jeho velký dětský sen – stal se žákem svého oblíbence Antonína Dvořáka. Vyzbrojen znalostí skladebného řemesla i uceleným názorem na umění komponoval s mimořádným elánem. Tím, že opustil studia, si hodně rozezlil své rodiče a ještě větší zlost jim nahnal tím, že se před světovou válkou snažil osamostatnit a prosadit se jako skladatel. Následující léta nebyla pro něj jednoduchá, setkával se s velkými úspěchy, ale i s prvními nezdary. Mezi první skladby z těchto let patří symfonická epopej Ideály, Renesanční symfonie, Symfonie pro housle a orchestr a opera Ilseino srdce. V roce 1908 si vzal za ženu dceru Zikmunda Wintra.

### Vrcholná léta
Těžké období následovalo i s První světovou válkou v letech (1914–1918). Takřka současně, kdy byl zavražděn rakouský následník trůnu, odjel na letní pobyt do Ruska. Zde byl ale zastižen a obviněn jako domnělý rakouský špion. Nakonec se mu podařilo s obtížemi utéci. Z období, kdy pobýval v Rusku, se zachovala symfonická báseň Démon, která sklidila neuvěřitelný úspěch jak v Česku, tak v zahraničí. Její partitura vznikala v železničním vagónu na trati Jekatěrinburg – Vladivostok. Skladatele podnítila ke kompozici tohoto významného díla myšlenka věčného principu zla, reprezentovaná démonovou vášní.
Po významném působení v Tagangoru u Azovského moře a v Rostavu, kde díky svým přátelům působil jako učitel hudby, byl nucen narychlo uprchnout na Sibiř, konkrétně do Irkutska, aby si zachránil život. Později vystřídal několik zaměstnání, ale ať byl kdekoliv, komponoval. Vstoupil do Československých legií, kde se konečně očistil od nařčení ze špionáže a po těžkém vojenském výcviku se stal dirigentem legionářského symfonického orchestru.
Do svého rodného Česka, konkrétně do Prahy, se vrátil s ruskými legionáři v roce 1920. Nejprve byl zaměstnán jako archivář nově založeného Památníku odboje. Z tohoto období, kdy měl Karel poměrně dosti času na své skládání, pochází díla jako jsou písňové cykly V září helénského slunce, Samá láska a Exotická balada Černoch, mužský sbor Zborov, kantáty Vzkříšení a Sladká balada dětská. Z instrumentálních děl jsou nejpozoruhodnější II. smyčcový koncert a Jarní symfonie. V roce 1923 se stal profesorem skladby na pražské konzervatoři. Téhož roku odcestoval též do Bulharska. Sám bulharský král mu udělil řád za občanské zásluhy za uspořádání třídenního hudebního festivalu bulharské hudby v Praze. Karlovým stěžejním dílem z tohoto období je pohádková opera Smrt kmotřička na text Stanislava Loma, která byla s velkým úspěchem po roce 1933 zařazena do repertoáru mnoha českých operních scén. Téhož roku měla také premiéru v Brně, později i v Praze pod taktovkou O. Ostrčila a M. Krásy.

### Pozdější léta a smrt
Po celkem úspěšném období však nastala okupace Československa a Druhá světová válka (1939–1945). Jednalo se o jeho životní období. Hned ze začátku si pohoršil tím, že se zapojil jako bývalý legionář do protifašistického odboje. Stal se spojkou řady ilegálních skupin, včetně politicky důležité skupiny Kvapil-Krofta-Lány. Dále pomáhal za značného osobního rizika umísťovat studenty na lesní práce u Nového Jáchymova, aby se nemuseli vrátit do nově vytvořené „říše“. Na svobodě ještě stihl zkomponovat své poslední dílo Revoluční předehru, v níž vyjádřil tvrdý odpor proti k háchovskému ospravedlňování protektorátu. Spolupracoval s ilegálními skupinami a jeho venkovské obydlí v křivoklátských lesích se stalo útočištěm partyzánů, jimž pomáhal.
Jeho protinacistické aktivity se mu staly nakonec osudnými a 19. března roku 1943 byl zatčen a dva roky vězněn na Pankráci. I přes tvrdé výslechy a fyzické mučení neposkytl gestapu žádné zásadní informace. Ba naopak, on se jim vysmál zkomponováním Písně svobody na slova svého spoluvězně v cele.
Komponoval i v tomto nevlídném vězeňském prostředí. Mezi jeho díla napsaná v německé cele patří kromě skladeb typu Pankrácký valčík nebo Pankrácká polka i opera-pohádka Tři vlasy děda vševěda, která představovala čin ojedinělý v dějinách opery vůbec. Jelikož ale neměl libretistu, napsal si libreto podle námětu Karla Jaromíra Erbena sám. Toto vrcholné dílo vypraví o malém chlapci, jemuž se díky dobrým lidem vyhnula všechna tragická zla tohoto světa. Ohromující je i to, že jelikož neměl notový papír, psal příběh na toaletní papír. Ten pašoval jeden český dozorce ven. Poradil si i v této situaci, kdy neměl čím psát, což se stávalo velmi často – používal živočišné uhlí. Po válce tuto operu zinstrumentoval Zbyněk Vostřák. Podobným způsobem tvořil i svoje další významné dílo – Nonet.
Poslední dny jeho života byly pro něj ohromným utrpením. 7. února 1945 byl odtransportován do Malé pevnosti v Terezíně. V této době mu bylo plných 64 let, byl už ale nemocný a zesláblý. I přesto zde komponoval. Podmínky, ve kterých nyní pobýval, byly několikanásobně horší, než na Pankráci. Cely byly přecpané, hygiena zde byla nulová. K jídlu dostával zapraženou ztuhlou bramborovou kaši a k pití obvykle černou vodu nazývanou kávou. Každým dnem chřadl, už pomalu nepomáhala ani nadměrná péče českých lékařů, zvlášť prof. Jiřího Syllaba.
Zemřel krátce po tzv. odvšivovací akci, kdy byli nemocní vězni vyneseni na mráz. Následujícího dne, 6. března 1945, byl spolu s dalšími devíti vězni nalezen venku promrzlý a mrtev.

## Dovětek
- V roce 1998 mu byl udělen Řád Tomáše Garrigua Masaryka III. třídy.
- Na vile, která se nachází v ulici V Cibulkách 515/47, 150 00 Praha 5 – Košíře[2][3] je umístěna pamětní deska s následujícím textem:[2][3] „ZDE ŽIL A TVOŘIL HUDEBNÍ SKLADATEL // RUDOLF KAREL // PROFESOR STÁTNÍ KONSERVATOŘE. / ČLEN ČES. AKADEMIE VĚD A UMĚNÍ. / UMUČENÝ NACISTY DNE 6. BŘEZNA 1945 / V TEREZÍNĚ // 5.V.1958 SPB.“[2][3]

Pamětní deska
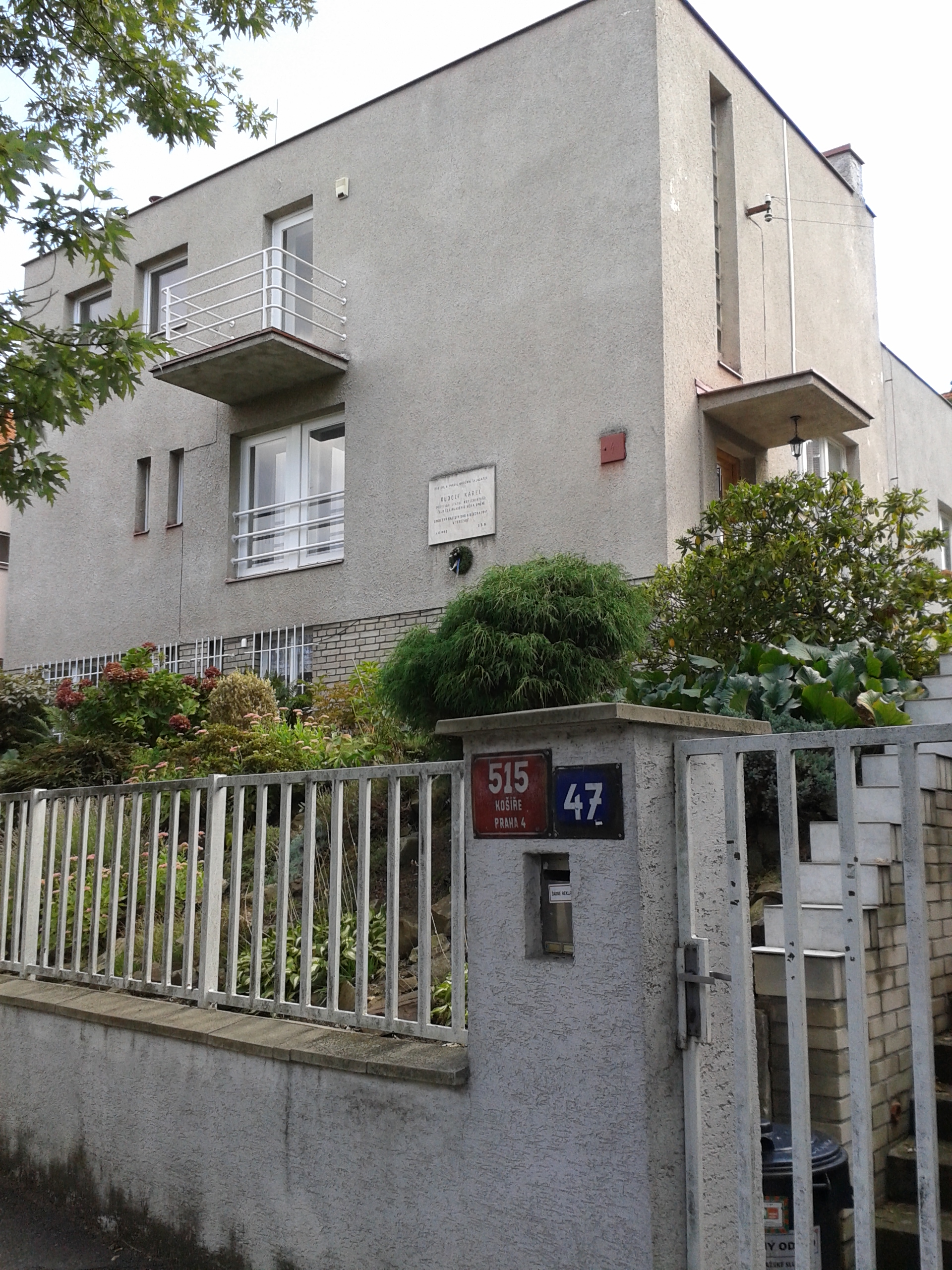
Vila v ulici V Cibulkách 515/47, 150 00 Praha 5 – Košíře
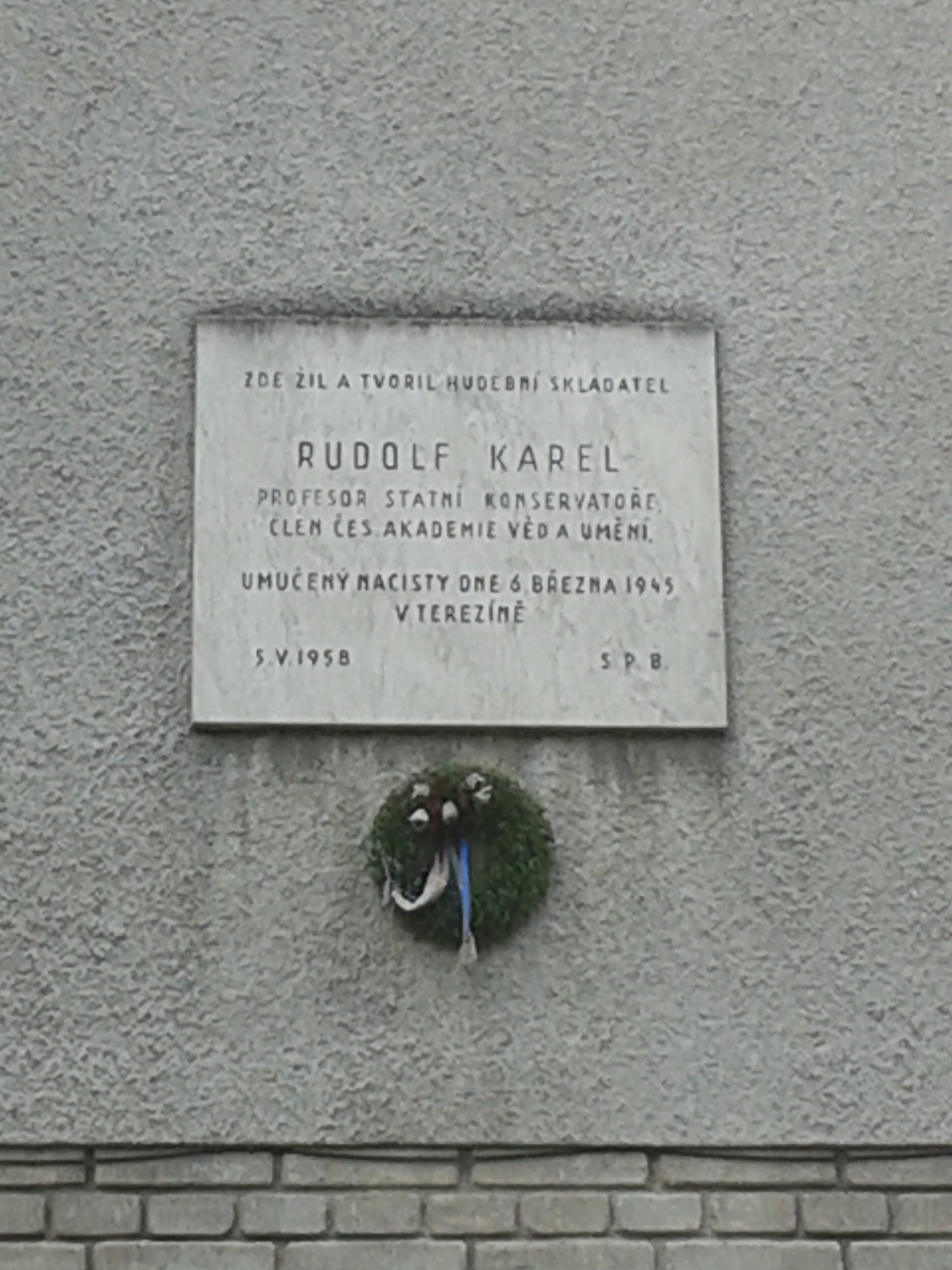
Detail pamětní desky